# 富士山 (スループ)
富士山（ふじやま）は、幕府海軍・大日本帝国海軍の軍艦。1887年（明治20年）までの日本海軍の正式艦名は富士山艦。艦名は富士山から採られた。

## 概要
1862年10月14日（文久2年閏8月21日）、江戸幕府は米国に対しスループ2隻およびガンボート1隻を発注した。「富士山丸」はその最初の1隻として1864年6月に完成したが、下関戦争の勃発により米国大統領リンカーンは「富士山丸」の出航を差し止め、その他の軍艦の製造も中止された。結局、「富士山丸」が日本に到着したのは1866年1月23日（慶応元年12月7日）であった。
1868年（慶応4年）に幕府から「朝陽丸」「翔鶴丸」「観光丸」と共に新政府へ上納されたため、日本海軍創始となる艦である。戊辰戦争では他艦と協力して「咸臨丸」を捕獲している。1871年（明治4年）より海軍兵学寮（後の海軍兵学校）の初代練習艦となった。

## 艦型
二檣（機関撤去後は三檣）シップリッグ型（またはバーク型）木造スループである。
主機は文献に「ヂレクトエクチーブエンジン（Direct active engine)」（直動機関）とあり、気筒径は40インチ、行程は28インチ1/2。これを2基装備し、2軸推進だった。ボイラーは円缶2基を装備した。1876年（明治9年）10月に機関は撤去された。

## 艦歴

### 幕府海軍
1864年（元治元年）アメリカ・ニューヨークで竣工（幕府発注）。1866年1月23日（慶応元年12月7日）横浜に到着し、幕府が受領した。
第二次長州征討前夜、慶応2年5月29日（1866年7月11日）までに「富士山」（肥田浜五郎指揮）「翔鶴」「長崎丸二番」「大江丸」「旭日丸」は安芸国宇品港へ進出し。6月2日に「富士山」は出航して7日に厳島に投錨し、それから大島口の戦いに参加した。6月8日、「富士山」と「翔鶴」は周防大島を砲撃。6月9日、「富士山」は久賀を砲撃し、「翔鶴」が合流して陸軍方が大島上陸を取りやめたとの報を受けると津和地島へ移動。そこで「大江丸」と情報交換をし、それから前島に戻った。翌日再び津和地島へ移った「富士山」は、6月11日に「大江丸」とともに兵船を曳航して安下庄へ向かい、そこへ松山藩兵が上陸した。「富士山」も陸戦隊を上陸させたが、戦闘には参加していない。船に戻っていた松山勢は6月12日に「富士山」と「大江丸」の砲撃に続いて再び上陸し、夕刻にまた船に戻った。6月15日、「富士山」は安下庄に現れた長州の「丙寅丸」「乙丑丸」および兵船2隻を攻撃し、長州側は逃走した。6月16日、「富士山」は陸上砲撃を行い、それから津和地島へ向かった。6月17日、「富士山」は陸軍方への支援要請を受け、久賀へ移動して「翔鶴」とともに砲撃を行った。戦況は幕府側に不利になり、6月19日に陸軍方は「富士山」以下4隻に乗り撤退した。
続いて小倉口の戦いに参加する。肥田が軍艦購入任務で艦を離れたため、「富士山」の指揮は先任士官・望月大象に代わった。「富士山」は6月23日に沓尾沖に到着し、「翔鶴」到着後に小倉へ向かい、6月28日に到着した。7月3日、長州側の攻撃が始まり、「富士山」と「翔鶴」は彦島、大里に対する攻撃を開始。その際、「富士山」では百斤砲が破裂して死傷者が出た。7月27日、彦島砲台が砲撃を開始し、「富士山」「回天」「飛龍丸」は砲撃を行った。また長州の「丙寅丸」が現れ「富士山」などと交戦した。将軍・徳川家茂が病死すると老中・小笠原長行は戦線の維持をあきらめ、「富士山」は小笠原とその随員を乗せて8月1日に長崎へ向かった。
慶応3年（1867年）の10月から11月ごろ、「富士山」は若年寄兼陸軍奉行・石川総管や陸軍奉行並・藤沢次謙の上坂に使用された。旧幕府と薩長などとの開戦時は「富士山」は大阪湾にあり、他艦と共に兵庫港封鎖を行っている。

### 明治海軍
慶応4年4月11日（1868年5月3日）「富士山」は幕府より新政府に上納（献納）され、4月28日、正式に国有となる（引渡）。9月18日に「富士山」「武蔵」「飛龍丸」は清水港で「咸臨丸」を捕獲した。
明治3年7月（1870年7月）に普仏戦争が勃発し、中立を守るために太政官は7月28日（8月24日）に小艦隊3隊を編成し、「春日丸」と「富士山」「摂津」の3隻は赤塚源六（「富士山」乗艦の予定）の指揮で兵庫港に派遣された。
明治4年3月7日（1871年4月26日）に警備は解かれ、「富士山」は海軍兵学寮練習艦となる。同年5月（6月から7月）「日進」「東」「乾行」「第二丁卯」「龍驤」「富士山」「第一丁卯」で小艦隊を編制する。7月9日（8月24日）に暴風雨が襲い、「富士山」は後部マストが倒れて気瓶が破裂、死者1名、負傷者3名を出した。11月15日（2月26日）、「富士山」の等級は4等艦（150馬力以上の蒸気船、乗組120人以上の軍艦）に定められた。
明治5年4月23日（1872年5月29日）、富士山は艦隊から除かれた。
1873年（明治6年）2月2日、「富士山」は主船寮所轄から提督府所轄になったが、3月13日に主船寮所轄に戻された。10月25日、提督府所轄の演習艦となった。
1874年（明治7年）11月20日、3等艦（170人以上乗組の軍艦）に改められた。
1875年（明治8年）10月28日、日本周辺を東部と西部に分け、東部指揮官は中牟田倉之助少将、西部指揮官は伊東祐麿少将が任命され、「龍驤」「東」「鳳翔」「雲揚」「富士山」「摂津」「高雄丸」「大坂丸」は東部指揮官所轄となった。
1876年（明治9年）10月に機関が撤去され、撤去跡の艦中央部に大檣を設置して三檣となる。
1877年（明治10年）2月19日、練習艦の「富士山」「浅間」「雷電」の3隻は当分常備艦相当として、警備に当たった。西南戦争では「富士山」は横浜港の警備に当たった。
1878年（明治11年）1月1日から横浜港に碇泊し、3月1日に横須賀へ回航され、修理を受けた。7月から横須賀港に碇泊した。11月14日、帆走訓練のために横須賀を出港、東京湾の各地を巡り、12月15日に横須賀へ帰港した。
1879年（明治12年）1月23日から8月28日まで「富士山」は横須賀造船所で修理を受けた。4月22日に横須賀を出港し、翌5日に品川到着、10日に品川から横須賀に戻った。5月22日に横須賀を出港、24日に浦賀へ入港し、26日に横浜へ回航された。6月8日に横浜を発し、9日に館山へ湾着、12日に館山湾を発し、14日に網代港着、17日に網代を発し、19日に横浜港に戻った。6月22日に横須賀港に回航された。8月20日、「横須賀丸」に曳航されて長浦に回航され、8月28日に同じく「横須賀丸」に曳航されて品川に回航した。10月11日に品川発、横須賀に回航された。11月22日に横須賀発し、同26日に品川へ到着、同28日に品川から横須賀に帰港した。12月10日に横須賀を発ち、14日に品川へ到着、24日に品川から横須賀に帰港した。
1880年（明治13年）1月20日、東海鎮守府所轄の「富士山」は繋泊練習艦とされた。演習に参加するため5月12日に横須賀を出港し、同日は金田湾に碇泊、翌13日に館山湾に回航した。5月21日に小柴沖へ移動し、翌22日品川に到着した。6月3日品川発、同日は猿島沖に碇泊し、6月4日横須賀港に入港した。11月15日午後1時5分横須賀港を出港、11月16日に品川着、12月9日まで同地からの発着を繰り返した。12月13日に品川発、横須賀外港に到着、翌14日横須賀港に入港した。
1881年（明治14年）2月3日、杉田に碇泊していたが、至急横浜回航の命令を受け「横須賀丸」に曳航されて2月4日に横浜港に回航された。2月4日、東海鎮守府所轄の「富士山」は繋泊練習艦から常備艦に指定され、3月17日に繋泊練習艦に戻された。4月18日、横浜を発し、木更津に回航し、翌19日に品川へ回航し、5月4日に横須賀に帰港した。5月8日、富津に回航、翌9日に館山湾へ回航、5月18日に横浜港へ回航、5月20日に品川へ回航した。5月27日から6月7日まで横須賀造船所で修理を受けた。
1882年（明治15年）12月5日、「富士山」の定員は乗員312名、練習員約700名に変更された。
1885年（明治18年）12月、運用術練習艦となった。

### 除籍
1889年（明治22年）5月に除籍となり、呉鎮守府海兵団所属、後に呉水雷隊敷設部へ所属替え。9月10日に雑役船となる。1896年（明治29年）8月19日に売却が認許された。

## 艦長
富士山
- 肥田浜五郎

富士山艦
- 谷村昌武
- （船将）石井忠売：明治2年8月（1869年9月頃）[63] -
- （船将）小谷小吉：明治2年11月10日（1869年12月12日）[64] -
- （艦長代）兼坂肇 大尉：明治4年7月27日（1871年9月11日）[65] - 11月[66]
- 今井兼輔 大尉：1873年11月9日[67] - 1874年1月18日[68]
- 松村安種 少佐：1874年1月18日[68] -
- 浅羽幸勝 少佐：1874年9月5日[69] -
- 松村安種 少佐：1875年2月20日[70] - 1877年11月1日[71]
- 本山漸 中佐：1877年11月1日[71] - 1878年3月4日[72][73]
- 沢野種鉄 中佐：1878年4月8日[74] - 1878年5月14日[75]
- （兼）有地品之允 中佐（東海水兵本営長）：1878年6月3日[76] - 1879年8月19日[77]
- 児玉利国 少佐：1882年4月4日 - 1884年5月19日[78]
- 杉盛道 中佐：1884年5月19日 - 1886年5月10日[79]
- 尾形惟善 中佐：1886年5月10日 - 1886年12月28日[80]
- 浅羽幸勝 大佐：1886年12月28日 - 1889年1月24日[81]
- 野村貞 大佐：1889年1月24日 - 1889年5月15日[82]